# Castleknock Castle
Castleknock Castle (irisch Caisleán Cnucha) ist die Ruine einer normannischen Burg auf dem Grundstück der heutigen Knabenschule Castleknock College in Castleknock, einem Vorort von Dublin im irischen County Fingal.

## Beschreibung
„Die Burg befindet sich in beherrschender Lage, ihre beiden tiefen Gräben und die Ruinen ihrer massiven Mauern zeigen ihre frühere Stärke. Die Burg selbst ist dick mit Efeu bewachsen und der gesamte Hügel ist mit großen und ausladenden Bäumen bedeckt. Das Ganze ist heute geschützter Grund, umgeben von einem starken Zaun. Die feierliche Dunkelheit des Ortes, seine dunklen, gewundenen Wege und die tiefe Ruhe, die rundherum herrscht, macht es zu einer entzückenden Einsamkeit.“

Ein Mound könnte sich vor dem heutigen mittelalterlichen Gebäude an dieser Stelle befunden haben. Der vieleckige Donjon war ein bemerkenswertes Detail der Burg. An ihn angebaut war ein großes, untersetztes Gebäude. Eine Kurtine, die mit Türmen gespickt war, umschloss die Burg. Um die Burg herum gibt es einen Graben. Heute ist das Gelände von Bäumen umgeben; die Ruinen kann man von der Straße aus nur selten sehen, vornehmlich im Winter. Die älteste Zeichnung der Burg von Francis Place zeigt sie bereits in Ruinen, aber etwas weniger verfallen als heute.
Es gibt auch einen kleinen Mound westlich des Castleknock College, der Windmill Hill (dt.: Windmühlenhügel) genannt wird. Dort steht heute ein Wasserturm, den ein früherer Besitzer, Simon Quinn, als Observatorium errichten ließ.

## Geschichte

### Druidischer Steinbau
Es gibt Beweise für die Bedeutung des Geländes vor Errichtung der Burg in normannischer Zeit. Man fand einen alten, heidnischen, druidischen Steinbau.

„Im Jahr 1861 wurde ein alter, druidischer Steinbau oder Altar im Inneren der alten Burg entdeckt, als man das Grab von Reverend Thomas Plunket öffnete. Die Arbeiter kamen zu einem großen, flachen Stein, den man zu schwer zum Entfernen befand, und begannen sofort, ihn zu zerbrechen. Nach großen Schwierigkeiten hatten sie Erfolg, aber fanden zu ihrer Überraschung einen leeren Raum darunter mit einem menschlichen Skelett darin, nachdem sie einen Teil entfernt hatten.
Der Schädel und die größeren Knochen waren fast perfekt erhalten und daneben kleine Häufen trockenen, weißlichen Staubes. Die Männer, die die Bedeutung ihrer Entdeckung nicht ermessen konnten, lagerten die Gebeine etwas daneben und führten ihre Arbeit fort. Erst als das Grab wieder aufgefüllt wurde, kam die ganze Angelegenheit ans Licht, und da war es zu spät, den Schaden zu beheben.
Nach der Beschreibung, die verschiedene anwesende Personen abgaben, gibt es keinen Zweifel daran, dass das entdeckte Grab eines dieser alten, druidischen Steinbauten oder Altargräber war, die in heidnischer Zeit als Begräbnisort für Könige oder Adlige genutzt wurden.
Das Skelett war in diesem Falle so alt, dass der Einlass von Luft einige Knochen zu Staub zerfallen ließ; dies erklärt die kleinen Häufchen weißlichen Staubes, die neben den größeren Knochen gefunden wurden.“

### Cnucha
„Im Jahre 726“, sagen die Vier Meister, „starb Congelach of Cnucha.“ In der alten Übersetzung der Annalen von Clonmacnoisc wird er „Konolach of Castleknock“ genannt. In den Annalen von Ulster kann man lesen „Congalach Cnucho moritur“ und in den Annalen von Tigernach „Congalach Cnuchaensis moritur“. Wir wissen nichts über Congalach, außer dass er in seinem Fort, Cnucha, um den Beginn des 8. Jahrhunderts herum starb.

### Ursprünge der Burg: Der Baron von Castleknock
Die Burg wurde von einem normannischen Ritter, Hugh Tyrrel, begründet. Dieser wurde später zum Baron von Castleknock erhoben. Er wählte diesen Ort am Ende des Os, das sich von Galway bis nach Dublin erstreckt. Die Burg wurde auf zwei Mounds des Os errichtet und von ihr aus konnte man die Straße nach Dublin von Westen her kontrollieren.
Castleknock war der letzte Sammlungspunkt der Streitkräfte des letzten High King von Irland, Rory O'Connor. Er schaffte es 1171 nicht, die Cambro-Normannen aus der Gegend um Dublin zu verjagen.

„Zu dieser Zeit wurde die alte Festung vielen Veränderungen unterzogen. Tyrrel verstärkte seine Festung mit allen Errungenschaften der modernen Kriegskunst und in kurzer Zeit stand die normannische Burg mit ihren schweren Zinnen und ihrem doppelten Burggraben als grimmige Herausforderung da. Mit einem Rammbock kam man nicht an sie heran und die Geschosse, die sie trafen, fielen zu Boden, ohne Schaden anzurichten, «wie Hagelkörner von einem gerundeten Schild».“

### Gründung der Abtei durch Richard Tyrrell
Die Abtei St. Brigid gründete Richard Tyrrell, 2. Baron of Castleknock, 1184 dort, wo heute die protestantische Kirche steht. Sie prosperierte bis zur Unterdrückung der Klöster, wurde dann abgerissen und eine protestantische Kirche an ihrer Stelle errichtet. In alter Zeit stellte Castleknock zwei Kanoniker an der Kathedrale St. Patrick und noch heute leiten zwei Pfründen von St. Patrick ihre Titel von „Castrum Noc ex parte diaconi, et Castrum Noc ex parte praecentoris“ ab.

## Gefangennahme von Robert the Bruce
Die Bruces rückten 1316 auf Dublin vor. Kurze Zeit vorher war Edward Bruce in Dundalk zum König von Irland gekrönt worden, und da er dachte, die Zeit, die Engländer hinauszuwerfen, sei gekommen, rief er seinen Bruder Robert zu Hilfe. Der König von Schottland landete in Irland mit einer ausgewählten Truppe und marschierte in Begleitung seines Bruders mit 20.000 Mann zur Belagerung von Dublin. Die erste Aktion auf dem Weg in die Stadt war die Einnahme von Castleknock Castle. Man konnte nicht erwarten, dass die alte Festung, die lange als uneinnehmbar galt, dem Helden von Bannockburn lange widerstehen könnte. Robert the Bruce trat ein, nahm Hugh Tyrrell gefangen und richtete dort sein Hauptquartier ein.
Man glaubte nicht, dass die Befreiung von Irland knapp bevorstünde. In der Burg feierte man und war fröhlich. Irische und schottische Clandchefs trafen sich am selben Tisch, Plaids und Bonnetts mischten sich mit safrangelber Kleidung. Aber die Freude verwandelte sich bald in Trübsinn. Bruce erkannte bald, dass Dublin auf eine Belagerung vorbereitet und mit Vorräten von See her gut versorgt war. Mehr noch ließ ihn der Eifer der Bürger alle Hoffnung fahren lassen. Nachdem er einige Tage auf der Burg verbracht hatte, entließ er Tyrrell gegen Zahlung eines Lösegeldes und zog sich von der Stadt zurück. Aber er hatte kaum mit seinem Rückmarsch begonnen, da schien er seine Entscheidung zu bedauern und machte in Leixlip wieder halt. Nach einer kurzen Weile begann er wieder mit dem Marsch nach Süden und verließ bald darauf Irland; seinem Bruder überließ er die Fortführung des Krieges.

## Legende
Über die Burg gibt es die Geschichte von „The Lady of the Castle; CTR The Story of Eibhleen O'Brinn“. Sie wird in der Geschichte des Königlichen Hospitals von Kilmainham in Form einer Sage von beträchtlicher Länge erzählt und ein unbekannter Autor in ‘’The Nation’’ erinnerte an das Ereignis in anmutigen Versen.
Im frühen 16. Jahrhundert herrschte Hugh Tyrrell, der letzte dieses Namens, in Castleknock. In seiner Abwesenheit machte sein Bruder Roger durch seine Grausamkeit und seine Ausschweifungen die alte Burg zum Schrecken der Nachbarschaft und zur „Festung der Ungerechtigkeit“. Eines Sommerabends verschleppte Roger Eibhleen, die hübsche Tochter von O'Brinn oder O'Byrne, einem Clanchef aus Wicklow, der auf einem Hügel westlich der Nachbarstadt Chapelizod wohnte, und sperrte sie in einen Turm der Burg. Mitten in der Nacht hörte das Mädchen Schritte die Steintreppe zu ihrem Zimmer heraufkommen, fürchtete das Schlimmste, schnitt sich mit der Nadel ihrer Brosche die Halsschlagader auf und verblutete. Das Ereignis hatte große Entrüstung gegenüber Tyrrell zur Folge. Turlogh O'Brinn hatte an den Grenzen vor den Schrecken des Krieges Zuflucht gesucht und hoffte, seine Familie unter dem Schutz des Vizekönigs in Frieden durchzubringen. Damals war das Gelände des heutigen Königlichen Hospitals in Kilmainham vom Johanniterorden belegt und einer der Johanniter, der als Bevollmächtigter des Hauses mit der Familie O'Brinn vertraut war, versammelte zahlreiche Unterstützer und marschierte zu Castleknock Castle. Tyrrell erklärte, dass er nicht Zuflucht hinter seinen Schanzen suchen würde, sondern seinen Feind auf offenem Feld treffen wollte. Es entwickelte sich eine blutige Schlacht, in deren Verlauf Tyrrell fiel. Sein tragisches Ende wurde als gerechte Strafe für seine Untaten empfunden, aber der Tod des Mädchens wurde von den Leuten lange bedauert.
Lange glaubte man, dass um die Mitternachtsstunde eine weibliche Gestalt in weißem Kleid langsam um die Burg schlich. Dies, so sagte man, sei Eibhleen und nannte sie „The Lady of the Castle“.

"When distant chimes sound midnight hour

The spirit pure is seen;

And moving round the lonely tower,

Looks bright as moonlight beam.

And as the moonbeams tint the walls,

And light the turret's crest,

"'Twas hence", she says, "my spirit fled,

'Tis here my bones find rest.

And here I wander, year by year,

For such my lot has been,

But soon at end my penance drear,

I'll rest in joy unseen.""

Ihr Selbstmord sei durch Unwissenheit bemäntelt, obwohl dieser vollkommen unverantwortlich war, und, indem sie um die Burg wandere, sollte sie ihre Unschuld vervollkommnen. Die „Lady of the Castle“ wurde nicht mehr gesehen, seit die Kongregation des Hl. Vincent sich in Castleknock niedergelassen hatte. Die Priester, sagte man, müssen “den Geist beruhigt” haben.

## Das Hereinbrechen des englischen Bürgerkrieges
Bei Castleknock Castle fanden viele blutige Schlachten statt, z. B. die, über die von einem irischen Offizier 1642 erzählt wird. Das Dokument mit dem Titel Courageuse Resolution d'une dame Irlandaise à la prise de Château-knock (dt.: „Couragiertes Verhalten einer irischen Dame bei der Einnahme von Castleknock“) wurde in der Bibliothèque Imperiale in Paris entdeckt.
Es besteht nur aus sechs Seiten und scheint ein Brief gewesen zu sein, den ein irischer Offizier an einige Freunde in Frankreich gleich nach dem Ereignis geschrieben hat. Zu seiner Zeit wurde es als so interessant befunden, dass es sofort veröffentlicht und in ganz Paris verbreitet wurde. Das Dokument trägt keinen Namen, stammt aber aus dem Jahre 1642. Es trägt die Bezeichnung 8vo No. 955, A. a. der Bibliothèque Imperiale und beginnt so:

„Der Earl of Ormond, ein Protestant, marschierte am 28. des letzten Monats von der Stadt Dublin an der Spitze von 4.000 Fuß- und 500 berittenen Soldaten in Richtung des County Meath. Am nächsten Tag belagerte er mit seiner Armee Castleknock Castle, das der Lady de Lacy, der Tante des Earl of Fingal, gehörte. Der Gatte dieser Dame war in der Armee der Katholiken von Irland.
Er ließ seine Gattin in der Burg, um sie mit nur 50 Mann zu halten, wobei er sehr wohl wusste, dass ihr Mut für eine Frau sehr groß war, worin er sich nicht täuschte; denn diese Dame sorgte mit ihren Befehlen dafür, dass 400 Soldaten der Belagerer während der viertägigen Belagerung fielen, und die Zahl der Toten wäre noch größer gewesen, wenn nicht die Munition ausgegangen wäre. Als dies diese Dame bemerkte, ließ sie alle ihre Kleider, ihr Geld, ihren Schmuck und alle wertvollen Gegenstände, in anderen Worten, alles von einigem Wert, das innerhalb der Burgeinfriedung gefunden werden konnte, auf einen Haufen gelegt wurde. Sie ließ dies dann in Brand setzen, sodass für den Feind keinerlei Beute mehr blieb. Sie ließ auch alle Waffen, die da waren, unbrauchbar machen, indem sie sie zerbrechen ließ, mit Ausnahme derer, mit denen ihre Soldaten bewaffnet waren, und im Licht des Feuers sprach sie so zu ihren Soldaten:
«Meine treuen Diener, Ihr werdet wohl an der Aktion, die ich gerade durchführen habe lassen, erkennen, welche Hoffnung auf die Gunst von unseren Feinden besteht und wie wenig Milde ich in ihren Händen erwarte. Ich sage Euch ferner, dass Ihr nicht einen Quarter von ihnen erwarten sollt Euch aber an das Wort erinnern sollt, das sagt: ‹Lasst die Besiegten nichts von ihren Feinden erhoffen!› Nehmt Euren Mut zusammen und kämpft bis zum Tode für die Treue Eures Heilands; Ihr könnt niemals ein ruhmreicheres Ende finden und, um es früher zu finden, geht tapfer hin, den Feind des Kreuzes anzugreifen, damit nicht jemand von Euch, wenn er gefangen genommen würde, durch schlechte Behandlung oder die Grausamkeit der Folter die gute Entscheidung, die Ihr getroffen habt, heute für den katholischen Glauben zu sterben, bereue. Darin wünsche ich Euch ein Beispiel zu geben, indem ich Euch voranschreite.»
Nach diese Ansprache setzten die Belagerten die Burg in Brand und stiegen mit dem Schwert in der Hand mit solcher Entschlossenheit hinunter, dass nach dem großen Blutbad ihrer Feinde alle, die übrig blieben, tot auf dem Schlachtfeld lagen, mit Ausnahme der Dame, die vom Earl of Ormond gefangen genommen wurde. Danach sandte der Earl nach Dublin mit der Bitte um Verstärkung und setzte seinen Marsch fort.“

So endet die interessante Erzählung.

### General Monk
Nach den Kriegen der Drei Königreiche wurde die Burg teilweise abgerissen, da sie erheblich durch Artilleriefeuer beschädigt worden war.

„Als das englische Parlament König Karl den Krieg erklärte, hielten sich die Iren an die Stuarts; die Herren von Castleknock schlossen sich der nationalen Bewegung an und pflanzten die königliche Standarte auf ihre Zinnen. Von diesem Tag an war ihr Schicksal besiegelt. General Monk marschierte von Dublin her mit einer starken Streitmacht und einem Belagerungszug und ließ sich vor der Burg nieder (1642). Die Dinge dort befanden sich im selben Zustand wie in den Tagen der ersten Tyrrells. Die erhabenen Mauern, die tief eingeschnittenen Fenster, die Räume darin niedrig und schwach belichtet und die schweren Eichenbänke rundherum, eher wie Kriegsmaschinen als wie Luxuseinrichtung. Aber die Garnison war zu schwach für die Verteidigung. Eine schwere Kanonade begann und, als die Mauern in ihren Grundfesten erschüttert wurden und 80 der Verteidiger gefallen waren, wurde das Signal gegeben, den Ort in einem Sturmangriff zu nehmen. Die Garnison hatte sich tapfer geschlagen, aber das Mitleid ergriff nicht die Herzen der Republikaner. Die Überlebenden wurden vor ein Kriegsgericht gestellt, des Kampfes gegen den Staat schuldig befunden und an den Mauern gehängt, die sie so tapfer verteidigt hatten. Monk ließ eine starke Truppe auf der Burg, als er nach Dublin zurückkehrte, denn diese war, obwohl sie stark zerstört worden war, immer noch eine Stellung von erheblicher Bedeutung. Aber ihre Tage waren gezählt.“

### Owen Roe O’Neill
Auf seinem Marsch auf Dublin (1647) fand Owen Roe O’Neill Castleknock Castle in den Händen der Engländer und beschloss, diese zu vertreiben. Man versuchte, den Schlag abzuwenden. Colonel Trevor erschien an der Spitze einer Kavallerieabteilung, aber diese war bald vernichtet und O’Neill begann eine weitere Belagerung. Die Festung wurde bald darauf aufgegeben.

## Heute
„Das grüne Grundstück innerhalb der alten Mauern dient als Grabstätte für die Priester von St. Vincent de Paul und viele eifrige Missionare, die in der Blüte des Lebens sterben mussten, sind hier begraben. Es war ein heiterer Gedanke. Dieser Fleck, der vom Blut vieler Helden rot gefärbt war und in seinem Busen die Überreste der «verstorbenen Tapferen» enthält, ist heute ein geweihter Friedhof. Hier ruhen, Seite an Seite, der Soldat und der Priester von Erin. Der eine kämpfte für die weltlichen Interessen Irlands, der andere für dessen geistliches Wohl…“